# Ostoja na Zatoce Pomorskiej

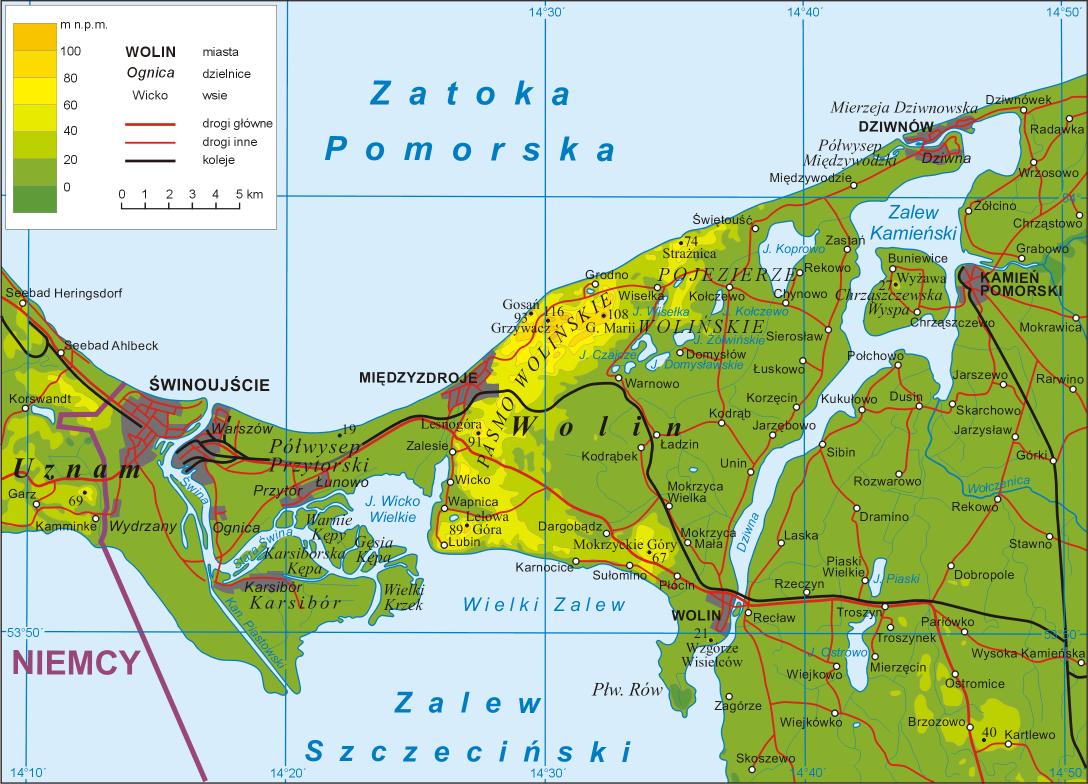
Mapa polskiej części Zatoki Pomorskiej

Ostoja na Zatoce Pomorskiej (PLH990002) – obszar mający znaczenie dla Wspólnoty w południowej części Morza Bałtyckiego, o całkowitej powierzchni 243 058,55 ha. Obejmuje w całości obszary morskie polskiej części Zatoki Pomorskiej, w większości morze terytorialne Polski, przy wybrzeżu od ujścia Świny do ok. 0,5 km przed Dźwirzynem.
Teren wyznaczony został w celu długotrwałego zabezpieczenia naturalnych siedlisk życia oraz populacji zagrożonych wymarciem gatunków zwierząt (z wyłączeniem ptaków) takich jak: foka szara Halichoerus grypus, minóg morski Petromyzon marinus, morświn Phocoena phocoena i parposz Alosa fallax.
Chronionym siedliskiem przyrodniczym są piaszczyste ławice podmorskie trwale przykryte wodą o niewielkiej głębokości, które zajmują 25% obszaru Ostoi. Ponadto na obszarze ochrony stwierdzono występowanie 4 gatunków występujących w Załączniku I dyrektywy ptasiej oraz 2 gatunki z załącznika II dyrektywy siedliskowej.
Obszar „Ostoja na Zatoce Pomorskiej” został utworzony w 2009 roku przez Komisję Europejską.

## Położenie
W 2010 roku Komisja Europejska zmieniła powierzchnię obszaru ochrony z 242 553,2 ha na 243 132,7 ha, a w 2014 roku do 243 058,55 ha. Obejmuje obszar Morza Bałtyckiego od początku wschodniego falochronu portu Świnoujście do mierzei jeziora Resko Przymorskie, ok. 0,5 km przed ujściem kanału łączącego z tym jeziorem.
Jest zwartym obszarem o zmiennej szerokości, obejmującym głównie polską część Zatoki Pomorskiej. Najdalej wysunięty punkt Ostoi na Zatoce Pomorskiej znajduje się 49 km (26,5 mil morskich) w linii prostej od brzegu polskiego wybrzeża. Z obszaru wyłączony jest pas morza o szerokości ok. 1,8 km od brzegu od Międzyzdrojów do terenu przed Międzywodziem, który należy do obszaru ochrony „Wolin i Uznam”.

## Środowisko przyrodnicze
Zatoka Pomorska jest akwenem o dużym zróżnicowaniu dna morskiego, od piaszczystych ławic, po rozległe żwirowiska i głazowiska. Centralną część Zatoki Pomorskiej zajmuje duże wypłycenie zwane Odrzańską Ławicą.
Stanowi kluczowy obszar ochrony piaszczystych ławic podmorskich. Stanowi istotną strefę dla bałtyckiej populacji parposza, a także jest regularnym miejscem występowania morświna.
Zwierzęta wymienione w Załączniku II dyrektywy siedliskowej:
morświn (Phocoena phocoena), parposz (Alosa fallax).
Stwierdzone ptaki wymienione w Załączniku I dyrektywy ptasiej:
nur rdzawoszyi (Gavia stellata), 
nur czarnoszyi (Gavia arctica), 
perkoz rogaty (Podiceps auritus), 
tracz bielaczek (Mergus albellus).
Regularnie występujące ptaki migrujące niewymienione:
perkoz dwuczuby (Podiceps cristatus),
perkoz rdzawoszyi (Podiceps grisegena),
lodówka (Clangula hyemalis),
markaczka (Melanitta nigra),
uhla (Melanitta fusca),
szlachar (Mergus serrator),
nurnik zwyczajny (Cepphus grylle).

## Ochrona przyrody
Nadzór nad obszarem sprawuje dyrektor Urzędu Morskiego w Szczecinie.
Ostoja na Zatoce Pomorskiej niemal w całości pokrywa się z obszarem specjalnej ochrony ptaków „Zatoka Pomorska”, który jest jednak większy i ciągnie się dalej na wschód.